# Diócesis de Paulo Afonso
La diócesis de Paulo Afonso (en latín: Dioecesis Paulalfonsanen(sis) y en portugués: Diocese de Paulo Afonso) es una circunscripción eclesiástica latina de la Iglesia católica en Brasil, sufragánea de la arquidiócesis de Feira de Santana. La diócesis tiene al obispo Guido Zendron como su ordinario desde el 12 de marzo de 2008. 

## Territorio y organización
La diócesis tiene 26 803 km² y extiende su jurisdicción sobre los fieles católicos de rito latino residentes en 20 municipios del estado de Bahía: Paulo Afonso, Abaré, Adustina, Antas, Banzaê, Canudos, Chorrochó, Cícero Dantas, Coronel João Sá, Fátima, Glória, Jeremoabo, Macururé, Novo Triunfo, Paripiranga, Pedro Alexandre, Ribeira do Pombal, Rodelas, Santa Brígida y Sítio do Quinto.
La sede de la diócesis se encuentra en la ciudad de Paulo Afonso, en donde se halla la Catedral de Nuestra Señora de Fátima.
En 2019 en la diócesis existían 38 parroquias.

## Historia
La diócesis fue erigida el 14 de septiembre de 1971 con la bula Pastorale munus del papa Pablo VI, obteniendo el territorio de la diócesis de Bonfim.
Originalmente sufragánea de la arquidiócesis de San Salvador de Bahía, el 16 de enero de 2002 pasó a formar parte de la provincia eclesiástica de la archidiócesis de Feira de Santana.
El 21 de septiembre de 2005 cedió una parte de su territorio para la erección de la diócesis de Serrinha mediante la bula Christi mandato del papa Benedicto XVI.
El 17 de junio de 2011, en virtud del decreto Quo aptius de la Congregación para los Obispos, cedió el municipio de Uauá a la diócesis de Juazeiro.

## Estadísticas
De acuerdo al Anuario Pontificio 2020 la diócesis tenía a fines de 2019 un total de 309 700 fieles bautizados.
| Año                                                                             | Población            | Población | Población      | Sacerdotes | Sacerdotes    | Sacerdotes    | Bautizados por sacerdote | Diáconos permanentes | Religiosos | Religiosos | Parroquias |
| Año                                                                             | Bautizados católicos | Total     | % de católicos | Total      | Clero secular | Clero regular | Bautizados por sacerdote | Diáconos permanentes | Varones    | Mujeres    | Parroquias |
| ------------------------------------------------------------------------------- | -------------------- | --------- | -------------- | ---------- | ------------- | ------------- | ------------------------ | -------------------- | ---------- | ---------- | ---------- |
| 1974                                                                            | 368 440              | 369 440   | 99.7           | 13         | 9             | 4             | 28 341                   | 5                    | 50         | 35         | 11         |
| 1976                                                                            | 368 437              | 369 437   | 99.7           | 13         | 9             | 4             | 28 341                   | 5                    | 50         | 35         | 11         |
| 1990                                                                            | 543 000              | 598 000   | 90.8           | 26         | 15            | 11            | 20 884                   |                      | 11         | 59         | 18         |
| 1999                                                                            | 488 250              | 561 962   | 86.9           | 29         | 23            | 6             | 16 836                   |                      | 6          | 60         | 26         |
| 2000                                                                            | 488 300              | 561 962   | 86.9           | 26         | 21            | 5             | 18 780                   |                      | 5          | 50         | 26         |
| 2001                                                                            | 488 500              | 601 215   | 81.3           | 29         | 22            | 7             | 16 844                   |                      | 15         | 44         | 26         |
| 2002                                                                            | 488 600              | 601 215   | 81.3           | 29         | 24            | 5             | 16 848                   |                      | 5          | 55         | 26         |
| 2003                                                                            | 488 698              | 601 215   | 81.3           | 32         | 27            | 5             | 15 271                   |                      | 5          | 50         | 26         |
| 2004                                                                            | 488 698              | 601 215   | 81.3           | 29         | 24            | 5             | 16 851                   |                      | 5          | 47         | 26         |
| 2013                                                                            | 296 000              | 404 000   | 73.3           | 32         | 28            | 4             | 9250                     |                      | 12         | 42         | 23         |
| 2016                                                                            | 303 000              | 414 000   | 73.2           | 32         | 28            | 4             | 9468                     |                      | 7          | 30         | 23         |
| 2019                                                                            | 309 700              | 423 400   | 73.1           | 41         | 38            | 3             | 7553                     |                      | 3          | 20         | 38         |
| Fuente: Catholic-Hierarchy, que a su vez toma los datos del Anuario Pontificio. |                      |           |                |            |               |               |                          |                      |            |            |            |

## Episcopologio
- Jackson Berenguer Prado † (8 de octubre de 1971-17 de agosto de 1983 renunció)
- Aloysio José Leal Penna, S.I. † (21 de mayo de 1984-30 de octubre de 1987 nombrado obispo coadjutor de Bauru)
- Mário Zanetta † (15 de junio de 1988-13 de noviembre de 1998 falleció)
- Esmeraldo Barreto de Farias, Ist. del Prado (22 de marzo de 2000-28 de febrero de 2007 nombrado obispo de Santarém)
- Guido Zendron, desde el 12 de marzo de 2008